# Convention collective de travail en droit belge
En droit belge, la convention collective de travail (CCT) est un accord conclu entre une ou plusieurs organisations de travailleurs et une ou plusieurs organisations d'employeurs ou un ou plusieurs employeurs.

## Présentation
La convention collective de travail  régit les relations individuelles et collectives entre employeurs et travailleurs au sein d'entreprises ou dans une branche d'activité et définit les droits et devoirs des parties contractantes. Elle s'applique surtout au secteur privé. Les personnes morales de droit public ne concluent pas de convention collective de travail. Il existe néanmoins quelques exceptions pour certaines entreprises publiques qui opèrent dans un marché concurrentiel. Un régime bien plus souple pour les pouvoirs publics leur permettent de modifier le statut de leur personnel sans que leur accord soit nécessairement consenti.

## Types de CCT
On distingue les CCT sectorielles (spécifiques à une branche d'activité) et les CCT intersectorielles. Les premières peuvent être consultées sur le site du SPF Emploi, travail et concertation sociale; les secondes sur le site du Conseil national du travail.
La convention collective de travail constitue dans le droit du travail une source importante. Bien que le contenu des conventions appartienne à la liberté contractuelle des partenaires sociaux, les dispositions contraires aux sources de droits supérieures (accords internationaux, lois, décrets...) sont considérées comme nulles.

## Textes réglementaires
Conventions collectives de travail sectorielles :
- loi du 5 décembre 1968 sur les conventions collectives de travail et les commissions paritaires ;
- arrêté royal du 21 octobre 1969 désignant les agents chargés du contrôle de l'application de la loi du 5 décembre 1968 sur les conventions collectives de travail et les commissions paritaires ;
- arrêté royal du 6 novembre 1969 déterminant les modalités générales de fonctionnement des commissions et des sous-commissions paritaires ;
- arrêté royal du 7 novembre 1969 fixant les modalités de dépôt des conventions collectives de travail.